# Blue Eyes Blue

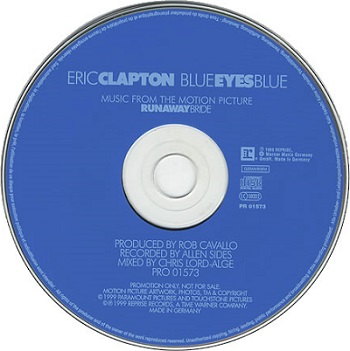
CD de Blue Eyes Blue

«Blue Eyes Blue» es una canción de la cantante Diane Warren. La melodía fue escrita para la  la banda sonora de la película Runaway Bride. La canción fue grabada por el músico británico Eric Clapton, cuya versión fue publicada como sencillo por Reprise Records el 20 de julio de 1999.

## Trasfondo
«Blue Eyes Blue» fue escrita por Diane Warren específicamente para la comedia romántica Runaway Bride, protagonizada por Julia Roberts y Richard Gere y estrenada en 1999. La canción fue editada por Realsongs, una división de American Society of Composers, Authors and Publishers. Eric Clapton grabó la canción en los Ocean Way Studios de Los Ángeles (California) en el verano de 1999 con la colaboración de Allen Sides, dueño de los estudios, como ingeniero de sonido y con Rob Cavallo como productor musical.
En la grabación de «Blue Eyes Blue», Clapton estuvo respaldado por Greg Curtis en los teclados y coros, Tim Pierce y Darryl Crooks en la guitarra rítmica, Nathan East al bajo, Steve Ferrone en la batería, Jamie Muhoberac en los teclados, y Luis Conte y Mike Fasano en la percusión. Además, David Campbell hizo los arreglos orquestales de la publicación.
«Blue Eyes Blue» fue publicada el 27 de julio de 1999 como parte de la banda sonora de Runaway Bride en disco compacto y casete, siete días después del lanzamiento del sencillo. El 12 de octubre, la canción apareció en el álbum recopilatorio Clapton Chronicles: The Best of Eric Clapton. El 11 de septiembre de 2001, la canción fue también publicada como parte del álbum doble Unplugged/Clapton Chronicles: The Best of Eric Clapton, y el 25 de noviembre de 2002, apareció en el recopilatorio Songs of Love.

## Composición
Según la web Allmusic, «Blue Eyes Blue» pertenece a los géneros musicales del pop y el rock, con un estilo cercano al adult contemporary. Por otra parte, Paul Verna de Billboard la adscribe a los géneros del adult contemporary y del hot pop.

## Recepción
«Blue Eyes Blue» debutó en el puesto 35 de la lista estadounidense Hot Adult Contemporary Tracks, en la que estuvo un total de 26 semanas, aunque no entró en la lista general Billboard Hot 100. En total, vendió un total de 100 837 copias en el país. También alcanzó el puesto 29 en la lista Adult Top 40 de Billboard, donde se mantuvo siete semanas, mientras que en Canadá llegó al puesto treinta de la lista elaborada por RPM y vendió 1 064 copias en u primera semana a la venta. Además, el sencillo entró en el puesto dos de la lista Adult Contemporary de RPM y llegó al 47 en la recopilación de fin de año. En Europa, el sencillo obtuvo un éxito inferior, alcanzando el puesto 94 en la lista UK Singles Chart, donde solo estuvo una semana, y vendiendo 9 322 copias. En Alemania, entró en el 84 de la lista elaborada por Media Control Charts, donde estuvo cinco semanas. En Polonia, «Blue Eyes Blue» estuvo seis semanas en la lista Przebojów Programu Trzeciego, alcanzando el puesto 28, mientras que en Portugal llegó al puesto seis en su segunda semana en la lista elaborada por Associação Fonográfica Portuguesa. En España, la canción obtuvo su mejor resultado en un país europeo al llegar al puesto tres en agosto de 1999; además, fue certificado con un disco de platino por Productores de Música de España al superar las 50 000 copias vendidas.

## Lista de canciones
| Maxisencillo en CD |                                    |              |                             |          |  |
| N.º                | Título                             | Escritor(es) | Productor(es)               | Duración |  |
| 1.                 | «Blue Eyes Blue» (Álbum Versión)   | Diane Warren | Rob Cavallo                 | 4:43     |  |
| 2.                 | «Circus» (De Pilgrim)              | Eric Clapton | Eric Clapton · Simon Climie | 4:10     |  |
| 3.                 | «Wonderful Tonight» (De 24 Nights) | Eric Clapton | Russ Titelman               | 5:25     |  |
| 4.                 | «Blue Eyes Blue» (Edit)            | Diane Warren | Rob Cavallo                 | 4:19     |  |
| 18:37              |                                    |              |                             |          |  |

## Posicionamiento en listas
| Lista (1999)                            | Posición |
| --------------------------------------- | -------- |
| Alemania (Offizielle Deutsche Charts)   | 84       |
| Canadá (RPM Adult Contemporary)         | 2        |
| Canadá (RPM Top Singles)                | 30       |
| España (PROMUSICAE)                     | 3        |
| Estados Unidos (Adult Contemporary)     | 4        |
| Estados Unidos (Adult Top 40)           | 29       |
| Estados Unidos (Bubbling Under Hot 100) | 12       |
| Finlandia (OFC)                         | 5        |
| Japón (International Top Singles)       | 1        |
| Japón (Oricon Hot 100 Singles)          | 5        |
| Japón (Oricon Top Maxi Singles)         | 10       |
| Polonia (LP3)                           | 28       |
| Portugal (AFP)                          | 6        |
| Reino Unido (OCC)                       | 94       |